# Маргарет Бондфілд
Маргарет Грейс Бондфілд (17 березня 1873, Чард, Сомерсет, Англія, Велика Британія — 16 червня 1953, Сандерстед, Суррей, Англія, Велика Британія) — британська політична діячка, членкиня Лейбористської партії, міністр у другому уряді Рамсея Макдональда, перша жінка-міністр у історії Великої Британії.

## Життєпис
Одинадцята дитина в сім'ї Вільяма та Енн Тейлор Бондфілдів. Здобула лише невелику освіту, в 14 років почала працювати в магазині Draper. 1894 року переїхала до Лондона і була обрана до районної ради профспілки працівників магазинів.
1896 року за завданням Жіночої промислової ради проводила дослідження щодо заробітної плати та умов праці в магазинах. Доповідь за підсумками цього дослідження опубліковано 1898 року. Того ж року її обрано секретарем профспілки працівників магазинів, 1908 року — секретарем Жіночої ліги праці (ЖЛП).
У розпал Першої світової війни відвідала Берн як представниця Жіночої ліги праці для участі у конференції жінок-соціалісток, які виступали проти війни. Там виступила проти Володимира Леніна, який пропонував учасникам конференції проголосувати за озброєну революцію. Разом із іншим делегатом ЖЛП, Ада Солтер, наполегливо стояли на своєму, і ідеї Леніна не знайшли широкої підтримки.
1923 року стала головою Генеральної ради Конгресу трейд-юніонів (перша жінка на цій посаді).
Після двох невдалих спроб, 1923 року обрана до Палати громад від Нортгемптона, але вже 1924 року втратила це місце. Повернулася до парламенту 1926 року, вигравши довибори від Волсенда. У 1929—1931 роках була міністром праці. Вибори 1931 року програла і тому втратила місце в парламенті. Зазнала також поразки на виборах 1935 року.
У 1939—1945 роках — президент Жіночої групи суспільного блага.
Померла 1953 року.